# Maksimerende ordbog
Betegnelsen maksimerende ordbog anvendes til at udtrykke noget om det antal opslagsord en ordbog indeholder. En maksimerende ordbog er en ordbog, der er udarbejdet til at indeholde en stor del af de ord, der findes i et bestemt sprog. En maksimerende ordbog kan sammenlignes og kontrasteres med en minimerende ordbog.
Et eksempel på en maksimerende ordbog er en ordbog, der indeholder så godt som alle ordene i det moderne danske sprog. Et eksempel på en maksimerende fagordbog er en juridisk ordbog, der kun indeholder så mange af de ord, der forekommer inden for faget jura.

## Fordele og ulemper
Fordelen ved en maksimerende ordbog er, at den indeholder så mange opslagsord 
(lemmata), at de fleste brugere ikke vil søge forgæves i ordbogen.
Ulempen ved en maksimerende ordbog er, at der kræves mere plads til de relevante oplysninger om opslagsordene, både sproglige og faglige oplsyninger, end tilfældet er i en minimerende ordbog. Dette kan være af stor betydning, hvis den maksimerende ordbog er bilingval eller polylingval, for i disse tilfælde kan der være behov for også at medtage oplysninger, sproglige og/eller faglige, om ækvivalenterne.
Disse fordele og ulemper betyder, at den optimale ordbog vil være en maksimerende ordbog med mange oplysninger af sproglig og faglig art, og som samtidig har et forholdsvist stort fysisk format. Dette vil dog ikke være et problem, hvis ordbogen er en elektronisk ordbog eller en internetordbog.
Betegnelsen maksimerende ordbog kan anvendes på en delfagsordbog, en enkeltfagsordbog og en flerfagsordbog til at sige noget om, hvor mange termer den indeholder fra det eller de relevante fagområder

## Relevant literatur
- Sandro Nielsen: "Forholdet mellem alordbøger og enkeltfagsordbøger", i: R. V. Fjeld (red.): Nordiske studier i leksikografi. Nordisk forening for leksikografi 1992, 275-287.